# Matthäus Schlack
Matthäus Schlack (* 16. März 1780 in Pfalzgrafenweiler; † 13. Februar 1845 in Herzogsweiler) war ein schwäbischer Schulmeister, Geometer und Amerikafahrer, der vom 1. Juni 1837 bis zum Sommer 1838 zusammen mit seinem Sohn Hermann eine Reise zu seinem in die USA ausgewanderten Sohn Karl unternahm. Im Gegensatz zu anderen Reisetagebüchern (Gottlieb Mittelberger, Jakob Friedrich Autenrieth), die zeitnah veröffentlicht wurden, blieb Schlacks Tagebuch innerhalb der Familie erhalten und wurde erst 185 Jahre nach der Reise im Jahr 2023 publiziert.

## Leben

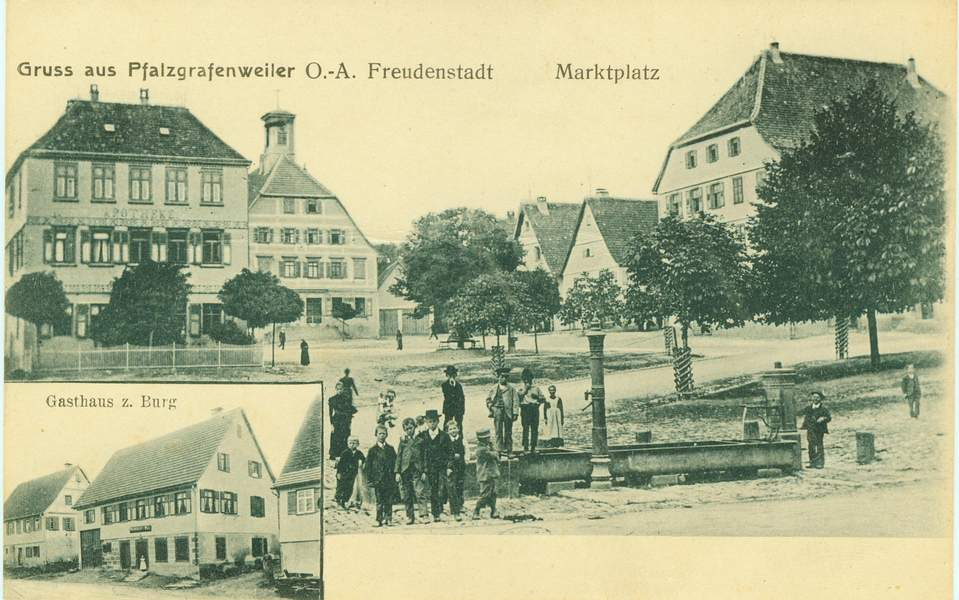
Historischer Marktplatz von Pfalzgrafenweiler, 1910

Matthäus Schlack wurde am 16. März 1780 als drittes Kind des Schulmeisters Christian Gottlieb Schlack (1740–1814) und der Maria Barbara Schlack (1746–1823) in Pfalzgrafenweiler geboren. Er hatte eine ältere Schwester und einen älteren Bruder sowie zwei jüngere Schwestern.
Vom Ortspfarrers Puchner und Vater mit genügend Vorkenntnissen ausgerüstet schrieb sich Matthäus am 18. September 1799 zum Studium der Medizin an der Universität Tübingen ein (Matrikel: 39520). Er musste das Studium aber nach einiger Zeit abbrechen, da der Vater die Kosten nicht mehr aufbringen konnte, und im Selbststudium weitermachen. Um der Einberufung zum Militär zu entgehen, legte er 1802 erfolgreich die Prüfung zum Schullehrer ab und übernahm anschließend die Stelle seines Vaters als Schullehrer in Pfalzgrafenweiler.
Am 8. Mai 1804 heiratete er Katharina Plocher (* 24. September 1781), mit der er drei Söhne hatte. Katharina verstarb am 6. April 1810.
Neben dem regulären Schulunterricht, übernahm er nun auch die Ausbildung von Privatschülern, teilweise über die Konfessionsgrenzen hinweg „selbst Kaholiken“.
Am 9. Juli 1811 heiratete er Christina Juliane Lehmann (* 3. Mai 1790), die Tochter das Hirschwirts von Pfalzgrafenweiler. Mit ihr hatte er neun Kinder (5 Töchter, 4 Söhne). Sie starb am 17. November 1824.
Im Jahr 1825 unternahm er eine ausgedehnte Reise nach Frankreich und in die Schweiz.
Sein dritter Sohn aus der ersten Ehe Karl Gottlieb „Charles“ Schlack (* 20. November 1808), ein Konditor, wanderte vor 1837 nach Amerika aus und lebte in Huntsville. Er starb am 3. März 1854 und wurde auf dem Maple Hill Cemetery in Huntsville (Madison, Arkansas) begraben. Ihm galt der Besuch während der Reise nach Amerika im Jahr 1837. Der Sohn Hermann (* 21. Oktober 1818) begleitete seinen Vater auf dieser Reise und blieb dann bei seinem Halbbruder Karl. Während der über 18 Monate dauernden Reise starb die jüngste Tochter mit noch nicht 14 Jahren.
Im Jahr 1840 hat Schlack, wohl im Auftrag der Gemeinde den am Marktplatz gelegenen Gasthof „Zum Hirsch“ erworben und in eine Schule umgewandelt.
Nachdem er einige Zeit an einem Magenleiden gelitten hatte, verstarb Matthäus Schlack am 13. Februar 1845.
Im Jahr 1852, also sieben Jahre nach dem Tod des Vaters wanderte auch Ernestine Wilhelmine (* 21. Januar 1820) nach Amerika aus, wo sie am 6. September 1875 kinderlos starb und auf dem Washtenaw Cemetery begraben wurde.

## Reise nach Amerika

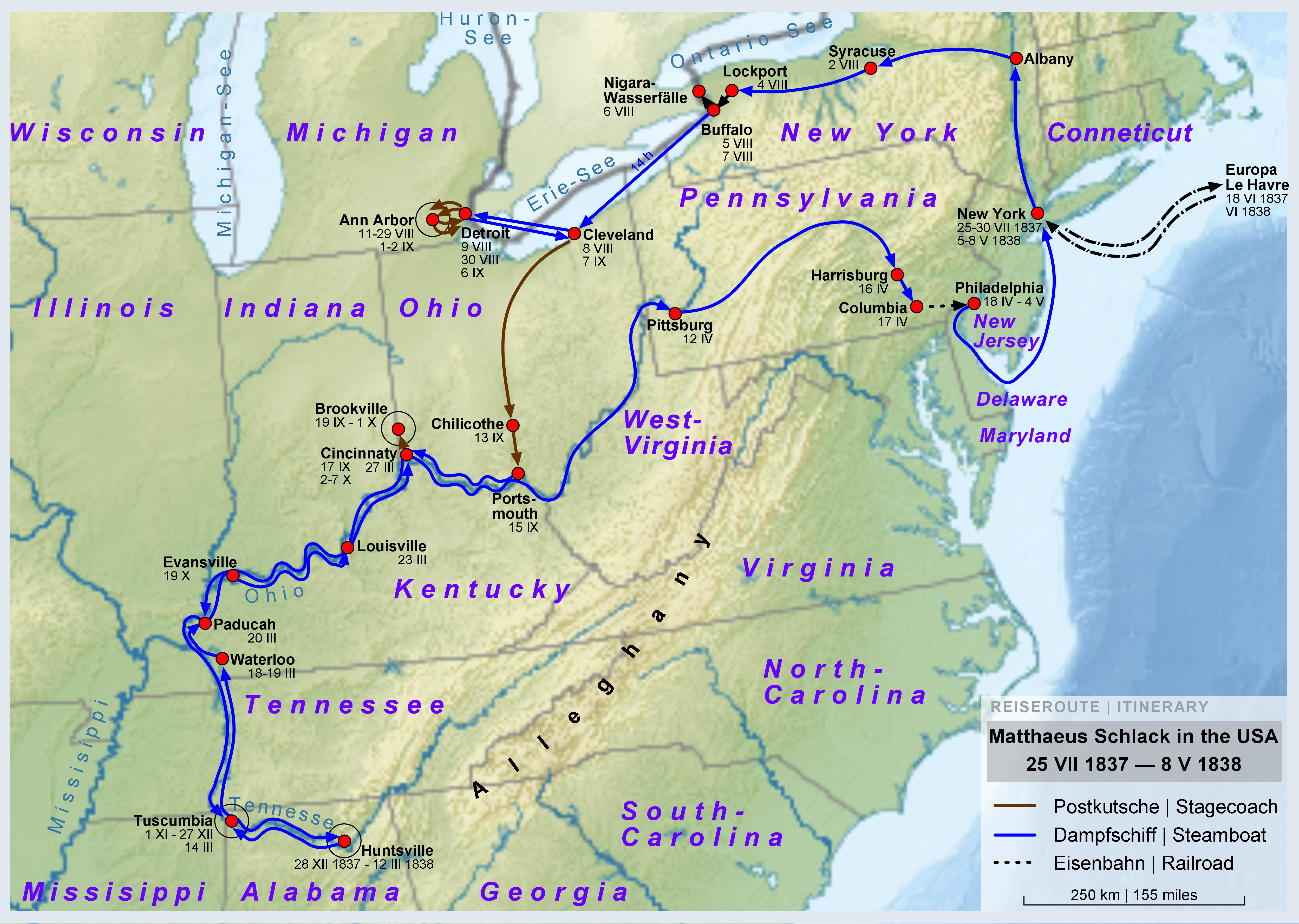
Reiseroute in den USA zwischen 25. Juli 1837 und 8. Mai 1838 (eingekreist sind Orte mit mehrwöchigen Aufenthalten)

Für die Vorbereitungen auf die Reise benutzte Schlack das Buch von Heinrich Christian Gerke, mit dem Titel „Der Nordamerikanische Rathgeber, nebst den, in den Jahren 1831 und 1832, in der Union gemachten Reisebeobachtungen und Taschenbuch für deutsche Auswanderer jeder Art“, welches 1833 bei Perthes, Besser und Mauke in Hamburg erschienen war.
Zusammen mit seinem Sohn Herrmann (1818–nach 1837) begab sich Matthäus am 1. Juni 1837 auf eine Reise zu seinem nach Amerika ausgewanderten Sohn Karl, von der er bis zum Sommer 1838 zurückkehrte. Der Sohn Herrmann blieb in Amerika.

### Reise durch Frankreich und Überfahrt
Die Fahrt begann am 1. Juni 1837 in Pfalzgrafenweiler. Über Oppenau, Kork, Kehl, Strasbourg, Nancy, Barleduc, Vitry, Sézanne, Paris, (Bordeaux, Nantes, La Rochelle), Rouen erreichten Vater und Sohn am 17. Juni Le Havre. Die Überfahrt erfolgt auf dem dreimastigen Segelschiff „Louis Philippe“ unter Kapitain Castorff und dauert von der Ausfahrt in Le Havre am 18. Juni 1837 bis zur Einfahrt in New York am 24. Juli 1837 und dauerte über einen Monat. Im Jahr darauf stellte es für die Strecke New York nach Le Havre (3293 Meilen) einen neuen Rekord in 13 Tagen und 20 Stunden auf.

### Hinreise bis Alabama
Am 25. Juli erreichte das Schiff New York, wo Matthäus und Herrmann durch den Mautprozess müssen und direkt weiter nach Albany reisen. Am 2. August erreichen sie Syracuse und kommen nach einer Fahrt mit dem Dampfwagen am 5. August in Buffalo. Am 6. August unternehmen sie einen Ausflug zu den Niagara Wasserfällen, den Matthäus als Skizze in seinem Tagebuch festhielt. Von Buffalo aus geht die Fahrt weiter nach Cleveland, Detroit, Ann Arbor, Detroit, Cleveland, Chillicothe, Portsmouth Ohio, Cincinnati, Brookville Ohio, Cincinnati, Louisville Kentucky, Evansville Indiana, Paducah Kentucky bis Tuscumbia Alabama, welches sie am 1. November erreichten. Aufgrund eines Zufalls treffen sie bereits hier auf den Sohn Karl. Sie verbringen den November und Dezember inklusive Weihnachten bei ihm in Tuscumbia. Erst am 27. Dezember fahren sie weiter nach Huntsville Alabama, wo sie am 28. ankommen. In Huntsville bleibt Matthäus Schlack bis zum 12. März 1838. Er berichtet über mehrere politische Ereignisse in der Region.

### Rückreise, Überfahrt und Reise durch Frankreich
Der Sohn Hermann bleibt in Huntsville. Matthäus Schlack macht sich am 12. März 1838 allein wieder auf die Rückreise. Entlang des Tennessee fährt er auf Dampfschiffen über Tuscumbia nach Waterloo und erreicht am 23. März Louisville. Weiter auf dem Fluss geht es bis Pittsburg, wo er am 12. April 1838 anlangt. Über die Stationen Harrisburg und Columbia erreicht er am 18. April Philadelphia, wo er bis zum 4. Mai bleibt. Schließlich fährt er mit einem Dampfschiff am 4. Mai zurück nach New York. 
Die Rückreise über den Atlantik nach Frankreich begann am 8. Mai 1838 mit der Überfahrt auf dem Schiff „Rhone“ unter Kapitain Foster. Da der vorhandene Platz im Tagebuch damit verbraucht war, endete der Reisebericht zum 19. Mai, also während der Überfahrt. Aufgrund der Ausgabenübersicht ist jedoch gesichert, dass die Reise bis Le Havre erfolgreich war. Der letzte Teil der Rückreise erfolgte dann über Rouen, Verdun, Paris, Chalons, Metz und Sarguemin.

### Ausgabenübersicht
Am Ende seines Reisejournals befindet sich eine detaillierte Liste, in welcher Schlack einen sehr großen Teil seiner Kosten und finanzieller Transaktionen notiert hat. So erhielt er während der Reise wiederholt Gelder von Personen, die er deren Verwandten in anderen Orten überbringen sollte. Die Auflistung bietet sehr viele Hinweise auf die mit der Reise verbundenen Kosten.

## Familie
Am 8. Mai 1804 heiratete er Katharina Plocher (* 24. September 1781, † 6. April 1810), mit der er drei Söhne hatte.
- August Jakob Schlack (* 7. Juni 1805, † 23. August 1822)
- Carl Gottlieb Schlack (* 28. April 1807, † 1. Juni 1808)
- Carl Gottlieb „Charles“ Schlack (* 20. November 1808, † um 1850 in Amerika)

Am 9. Juli 1811 heiratete er Christina Juliane Lehmann (* 3. Mai 1790, † 17. November 1824), die Tochter das Hirschwirts von Pfalzgrafenweiler. Mit ihr hatte er neun Kinder.
- Juliane Christiane Schlack (* 27. August 1812, † )
- Paul Gottlob Schlack (* 6. März 1814, † 14. August 1863)
- Friederika Maria Seeger (geb. Schlack) (* 15. Januar 1816, † 21. September 1881)
- Maria Katharina Rupff (geb. Schlack) (* 13. April 1817)
- Christian Hermann Schlack (* 21. Oktober 1818, † nach 1838 in Amerika)
- Ernestine Wilhelmine Schlack (* 21. Januar 1820, † 6. September 1875 in Amerika)
- Ernst Wilhelm Schlack (* 21. Januar 1820, † 11. März 1825)
- Johann Gotthilf Martin Schlack (* 7. Juli 1821, † 29. Januar 1822)
- Charlotte Pauline Schlack (* 27. Februar 1823, † 6. September 1837)